# Wilbur Scoville

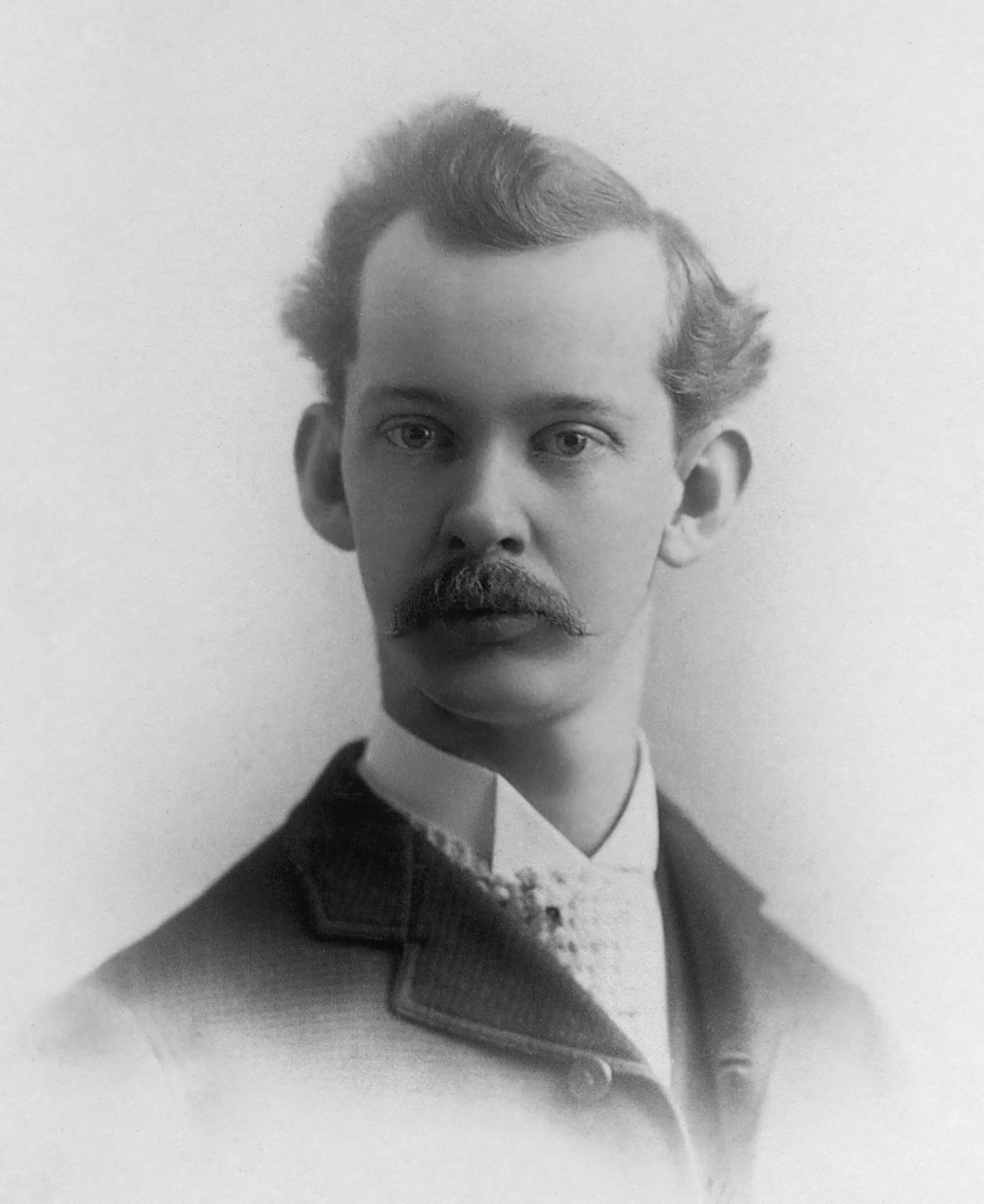
Wilbur Lincoln Scoville

Wilbur Lincoln Scoville (ur. 22 stycznia 1865 w Bridgeport, Connecticut, zm. w 1942) – amerykański chemik i farmaceuta, autor testu organoleptycznego Scoville’a, dziś bardziej znanego jako skala Scoville’a.
Opracował test i skalę w roku 1912, gdy pracował w firmie farmaceutycznej Parke-Davis w Detroit mierząc „pikantność” różnych odmian papryki chilli.
W 1922 otrzymał nagrodę Eberta, a w roku 1929 został odznaczony Medalem Honorowym im. Remingtona. Medal ten jest najbardziej prestiżowym odznaczeniem w dziedzinie farmaceutyki. Obie te nagrody zostały mu przyznane przez Amerykańskie Stowarzyszenie Farmaceutyczne (American Pharmaceutical Association).
Jest autorem książek: The Art of Compounding (Sztuka kompozycji), która miała 8 wydań i do lat 60. XX w. była podręcznikiem farmakologii oraz Extract and Perfumes (Ekstrakty i perfumy) zawierającej setki formuł.